# Mathematics Magazine
Mathematics Magazine es una publicación bimensual refereed de la Asociación Matemática de América. Está destinada a profesores de matemática de colegio, especialmente en el nivel medio, y su alumnado. Se trata de una revista de matemáticas más que de pedagogía. En lugar de utilizar el estilo de revistas de investigación,  busca proporcionar un contexto didáctico para la matemática, con ejemplos, aplicaciones, ilustraciones, y bagaje histórico.
Doris Schattschneider fue la primera editora de Mathematics Magazine en 1981.
La MAA Otorga anualmente el premio Carl B. Allendoerfer  "para artículos de excelencia expositiva" publicada en Revista de Matemáticas.